# Флаг ДР Конго

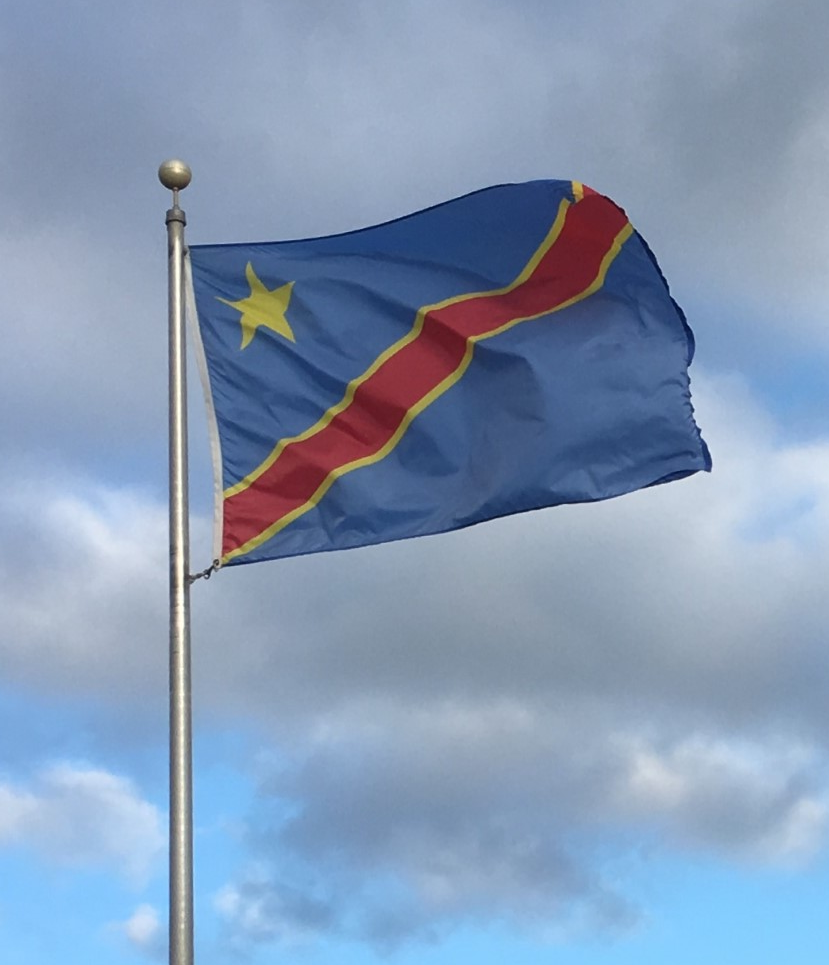

Флаг Демократической Республики Конго — принят 20 февраля 2006 года.

## Описание и символика
Флаг ДРК представляет собой небесно-голубое полотнище с жёлтой пятиконечной звездой в верхнем левом углу и диагональной красной полосой, окаймленной жёлтым.
Цвета имеют следующее значение:
- Голубой цвет символизирует мир.
- Красный цвет символизирует кровь, пролитую за независимость страны.
- Жёлтый цвет символизирует благополучие страны.

Звезда олицетворяет прекрасное будущее страны.

## Исторические флаги
В 1876 году в Брюсселе бельгийским королём Леопольдом II была созвана Международная географическая конференция для обсуждения проблем изучения Африканского континента, в результате работы которой была создана Международная Африканская Ассоциация (МАА) во главе с Леопольдом II (с 1882 года — Международная Ассоциация Конго (МАК), на службе у которой в качестве официального представителя Комитета по изучению Верхнего Конго с 1879 года состоял американский журналист Генри Стэнли.
При заключении договоров с властителями африканских государств и вождями племён по международным правилам того времени было принято поднимать флаг того государства, от имени которого заключён договор. Для соблюдения этого правила Г. Стэнли создал в 1880 году флаг Международной Африканской Ассоциации — голубое полотнище с большой жёлтой звездой в центре, получившей известность, как «звезда Стэнли». Символика флага трактовалась, как свет цивилизации (жёлтая звезда) среди темноты Африки.
В 1880—1885 годах Г.Стэнли от имени Международной Африканской Ассоциации (с 1882 года — Международной Ассоциации Конго) заключал с правителями африканских государств и племен договора о протекторате, которые предусматривали подъём флага Ассоциации, «как символ того, что установлен её протекторат».
1 августа 1885 года было объявлено о преобразовании Международной ассоциации Конго в Независимое государство Конго во главе с королём бельгийцев Леопольдом II. Его флагом стал флаг Международной ассоциации Конго, созданный в 1880 году Г.Стэнли. При передаче Независимого государства Конго 15 ноября 1908 года под управление Бельгии и создании колонии Бельгийское Конго, флаг сохранился без изменений.
На конференции круглого стола по политическим вопросам, которая была проведена правительством Бельгии с участием лидеров политических партий Бельгийского Конго в Брюсселе в январе — феврале 1960 года, было достигнуто соглашение о провозглашении независимости 30 июня 1960 года, расширении автономии провинций, порядке выборов в национальный и провинциальный парламенты и флаге государства. На основе решений этой конференции парламент Бельгии в мае 1960 года принял Основной закон о структурах Конго — временную конституцию автономной Республики Конго, которым был установлен её флаг: на флаг Бельгийского Конго вдоль древка были добавлены 6 жёлтых пятиконечных звёздочек, направленные одним концом к верхнему краю полотнища, символизировавшие шесть автономных провинций страны.
Под этим флагом 30 июня 1960 года была провозглашена независимость Республики Конго.
В августе 1964 года была принята новая конституция страны, которой было установлено её новое название — Демократическая Республика Конго, число провинций в которой было увеличено с 6 до 21, и утверждён новый флаг. Им стало синее прямоугольное полотнище с изображением в верхнем углу у древка большой жёлтой 5-конечной «звезды Стэнли» и расположенной от нижнего древкового угла к верхнему свободному углу диагональной полосы с жёлтой каймой. (Народная Республика Конго, провозглашённая на востоке страны и просуществовавшая до декабря 1965 года, использовала флаг 1960 года).

В 1966 году во флаг страны опять был изменён: был уменьшен угол диагонали по отношению к длине флага и уменьшено изображение звезды.
27 октября 1971 года было установлено новое название страны — Республика Заир и 20 ноября 1971 года был впервые поднят её новый флаг — зелёное полотнище с жёлтым кругом в центре, в котором была изображена рука с горящим факелом. — символом правящей и единственной (с мая 1970 года) политической партии страны — Народного движения революции во главе с Мобуту Сесе Секо.
После свержения диктатуры Мобуту 17 мая 1997 года было восстановлено прежнее название государства — Демократическая Республика Конго и флаг 1960 года (с более тёмным, синим цветом полотнища)
. В 2006 году был принят действующий флаг.

Флаг Бельгии как Флаг Бельгийского Конго
Международная африканская ассоциация (1876—1879) Международная ассоциация Конго (1879—1885) Свободное государство Конго (1885—1908) Бельгийское Конго (1908—1960)
Демократическая Республика Конго (1963—1966)
Демократическая Республика Конго (1966—1971)
Республика Заир (1971—1997)
Демократическая Республика Конго (1960-1963, 1997—2003), также использовался как флаг просоветской Свободной республики Конго (1960-1962) со столицей в Стэнливиле
Демократическая Республика Конго (2003—2006)
Демократическая Республика Конго (с 2006 года)
Флаг народа Конго

Название государства в разные исторические периоды:
- 1885—1908 — Свободное государство Конго
- 1908—1960 — Бельгийское Конго
- 1960—1964 — Республика Конго
- 1960—1962 — Свободная Республика Конго
- 1964—1971 — Демократическая Республика Конго
- 1971—1997 — Республика Заир
- С 1997 — Демократическая Республика Конго